# Liste der Kulturdenkmale in Alte Neustadt
In der Liste der Kulturdenkmale in Alte Neustadt sind alle Kulturdenkmale des zur Stadt Magdeburg gehörenden Stadtteils Alte Neustadt aufgelistet. Grundlage ist das Denkmalverzeichnis des Landes Sachsen-Anhalt, das auf Basis des Denkmalschutzgesetzes vom 21. Oktober 1991 erstellt und seither laufend ergänzt wurde (Stand 31. Dezember 2022).

## Denkmale
| Lage | Bezeichnung                                                   | Beschreibung | Erfassungs- nummer | Ausweisungsart               | Bild                                                          |
| --- | ------------------------------------------------------------- | --- | ------------------ | ---------------------------- | ------------------------------------------------------------- |
| Agnetenstraße (Karte) | Gedenkstein zur Gründung der Neuen Neustadt 1812              | Gedenkstein, der westlich des Neustädter Bahnhofs am 24. Mai 1914 am Bahndamm aufgestellte Findling erinnert an die Jahrhundertfeier der Neustadt anlässlich des 100. Gedenktages der Befreiung Magdeburgs von der französischen Fremdherrschaft. | 094 15906          | Baudenkmal                   | Gedenkstein zur Gründung der Neuen Neustadt 1812              |
| Am Weinhof 4, 5 (Karte) | Wohnhaus                                                      | Das Wohnhaus wurde im Jahre 1882 erbaut, es ist ein fünfgeschossiger Putzbau. Die Fassade mit Putzquaderung wurde im Stil der Neorenaissance errichtet, die Hausecke ist mit einem Kastenerker versehen, das Erdgeschoss hat große Rundbogenfenstern. | 094 82221          | Baudenkmal                   | Wohnhaus                                                      |
| Bachstraße 2 (Karte) | Verwaltungsgebäude                                            | | 094 82849          | Baudenkmal                   | Verwaltungsgebäude                                            |
| Beethovenstraße 3 (Karte) | Villa                                                         | Das repräsentative Wohnhaus wurde für den Kaufmann Julius Görnim Jahre 1897 erbaut. Zur Straße mit befindet sich ein Risalit und Altan. Die Fassadengliederung besteht aus Pilastern und barockisierendem Stuckdekor, es ist ein Beispiel für eine großbürgerliche Villa des Späthistorismus. | 094 17391          | Baudenkmal                   | Villa                                                         |
| Denhardtstraße 13 (Karte) | Wohnhaus                                                      | Das Wohnhaus wurde Anfang des 20. Jahrhunderts erbaut. Es ist repräsentativer, dreigeschossiger Putzbau mit Kasten-, Dreiecks und Polygonalerkern, der Baudekor mit neobarocken und Jugendstilelementen. Das Haus ist ein Beispiel der Magdeburger Wohnhäuser aus der Zeit um 1900. | 094 17406          | Baudenkmal                   | Wohnhaus                                                      |
| Denhardtstraße 18 (Karte) | Wohnhaus                                                      | Das Wohnhaus wurde um 1900 erbaut. Es ist ein fünfgeschossiger Bau in Ecklage. Die Fassade zur Straße ist geprägt durch Kastenerkner. | 094 17410          | Baudenkmal                   | Wohnhaus                                                      |
| Endelstraße 31 (Karte) | Wohnhaus                                                      | Das Wohnhaus ist ein dreigeschossiges, traufständiges Wohnhaus mit einem Satteldach. Erbaut wurde das Haus zwischen 1890 und 1900. Das Erdgeschoss ist rustiziert, das erste Geschoss hat über den vier linken Fenster ein Dreiecksgiebel, das fünfte Fenster ein Rundbogenfenster. Unter dem Rundbogenfenster befindet sich der Eingang, diese rechte Achse ist durch ein Risalit hervorgehoben. Über dem Fenster der zweiten Etage befindet sich ein Zahnschnittfries. | 094 76897          | Baudenkmal                   | Wohnhaus                                                      |
| Ernst-Lehmann-Straße 11 (Karte) | Wohn- und Geschäftshaus                                       | im neobarocken Stil 1891 erbaut, stark vorspringenden Erker mit Dreiecksgiebel, Fassadendekor in üppigem neobarockem Stuck aus Figuren, Kartuschen und vegetabilen Formen | 094 17434          | Baudenkmal                   | Wohn- und Geschäftshaus                                       |
| Ernst-Lehmann-Straße 16 (Karte) | Wohnhaus                                                      | 1902 als Eckhaus errichtet, viereinhalbgeschossiger Putzbau mit Sattel-Walmdach, zwei polygonale Turmerker, toskanische Säulen sowie ornamentaler und figürlicher Stuckdekor als Schmuckelemente | 094 17433          | Baudenkmal                   | Wohnhaus                                                      |
| Ernst-Lehmann-Straße 19 (Karte) | Wohn- und Geschäftshaus                                       | als Ziegelputzbau mit Satteldach im Jugendstil 1902 erbaut, Fassade mit zwei Seitenrisalite gestaltet, der rechte zusätzlich mit dreieckigem Erker und Schweifgiebel ausgestattet |                    | Baudenkmal                   | Wohn- und Geschäftshaus                                       |
| Falkenbergstraße 9 (Karte) | Universitätsgebäude                                           | 1902 im Stil des Neorokoko errichtet, reich gegliederte Fassade mit Turm, Schweifgiebeln und Eckerker, ursprünglich Dienstgebäude für Direktor und Hausmeister des benachbarten Kaiser-Wilhelm-Gymnasiums (siehe Falkenbergstraße 10) | 094 17424          | Baudenkmal                   | Universitätsgebäude                                           |
| Falkenbergstraße 10 (Karte) | Universitätsgebäude                                           | erbaut 1900–1902 im Neobarock für das König-Wilhelm-Gymnasium, Putzbau mit polygonal gebrochenen Risaliten für die Treppenhäuser, durch Kriegsschäden umfangreicher Verlust des neobarocken Erscheinungsbildes | 094 17438          | Baudenkmal                   | Universitätsgebäude                                           |
| Falkenbergstraße 11 (Karte) | Universitätsgebäude                                           | 1905 als Schulgebäude gebaut, originelle Fassadengliederung durch Klinker in streng geometrisierten Jugendstilformen, durch Kriegseinwirkung prägnanter Bogengiebel und Dach verlorengegangen | 094 17423          | Baudenkmal                   | Universitätsgebäude                                           |
| Gareisstraße 10 (Karte) | Haus des Handwerks                                            | Villa | 094 70033          | Baudenkmal                   | Haus des Handwerks                                            |
| Gareisstraße (Karte) | Denkmal                                                       | Denkmal für Johannes Gutenberg, monumentale Bronzebüste auf Marmorsockel, Inschrift: „Die Buchdruckerschaft Magdeburgs ihrem großen Meister 1900“, Bildhauer: Johannes Götz | 094 17403          | Baudenkmal                   | Denkmal                                                       |
| Gröperstraße 1a (Karte) | Wohnhaus                                                      | 1900 erbauter zweigeschossiger eklektizistischer Putzbau mit Stilelementen des Jugendstils, der Renaissance und des Heimatstils, zur Straße großer Risalit mit fachwerkgeschmücktem Dreiecksgiebel und konsolengetragener Erker | 094 71439          | Baudenkmal                   | Wohnhaus                                                      |
| Gröperstraße 2 (Karte) | Wohnhaus                                                      | Erbaut 1906–07 nach Entwurf der Architekten Cornelius & Jaehn, ursprünglich errichtet als Wohnhaus mit Hotelnutzung sowie Café und Restaurant im Erdgeschoss. | 094 16796          | Baudenkmal                   | Wohnhaus                                                      |
| Gröperstraße (Karte) | Bahnhof Magdeburg-Neustadt                                    | Bahnhof Das Empfangsgebäude Bahnhof Neustadt wurde zwischen 1897 und 1901 erbaut, gotisierender Klinkerbau mit wuchtigem Walmdach und breitem Risalit mit doppeltem Stufengiebel, Entwurf vom königlichen Eisenbahnbau- und Betriebsinspektors Paul Michaelis. | 094 06250          | Baudenkmal                   | Weitere Bilder                                                |
| Gröperstraße (Karte) | Eisenbahnbrücke Bahnhof Neustadt                              | Eisenbahnbrücke Brückenkonstruktion von 1901, eiserner segmentbogig geschwungener und genieteter Bogenträger als Straßendurchlass und Basis für Bahnsteiganlage, Spannweite etwa 25 Meter | 094 76642          | Baudenkmal                   | Eisenbahnbrücke Bahnhof Neustadt                              |
| Gustav-Adolf-Straße 20 (Karte) | Universitätsgebäude                                           | 1903 für den Architekten Wilhelm Piening im barockisierenden Jugendstil erbaut, Kasten- und Polygonalerker, mittig großer Schweifgiebel |                    | Baudenkmal                   | Universitätsgebäude                                           |
| Gustav-Adolf-Straße 23 (Karte) | Universitätsgebäude                                           | vom Maurer und Steinmetzmeister J. F. Meyer 1903 für eigene Zwecke errichtet, ein viertes Geschoss später aufgesetzt, reicher Stuckdekor in den Fensterbrüstungen mit figürlichen und floralen Jugendstilornamenten |                    | Baudenkmal                   | Universitätsgebäude                                           |
| Hafenstraße 10 (Karte) | Wohnhaus                                                      | villenähnliche Direktorenwohnhaus der ehemaligen Hafenmühle Hermann Bergmann erbaut in den 1930er Jahren in barockisierenden Jugendstilformen mit mächtigem Mansarddach und polygonalem Risalit sowie seitlich stehendem halbrundem Treppenturm | 094 81815          | Baudenkmal                   | Weitere Bilder                                                |
| Hafenstraße 15, 15a (Karte) | Wohn- und Geschäftshaus                                       | Wohn- und Geschäftshaus |                    | Baudenkmal                   | Wohn- und Geschäftshaus                                       |
| Haydnplatz (Karte) | Hasselbach-Brunnen                                            | Brunnen von 1890 als Denkmal für den Magdeburger Oberbürgermeister Hasselbach | 094 17401          | Baudenkmal                   | Weitere Bilder                                                |
| Hohenstaufenring (Karte) | Denkmal                                                       | überlebensgroßes Bronzestandbild des Oberbürgermeisters August Wilhelm Francke auf Steinsockel aus Schlesischem Marmor, 1856 von Gustav Bläser (Berlin) und Georg Howaldt (Braunschweig, Guss) geschaffen |                    | Baudenkmal                   | Denkmal                                                       |
| Hohenstaufenring (Karte) | Nordpark                                                      | ehemaliger Nordfriedhof |                    | Baudenkmal                   | Nordpark                                                      |
| Hohenstaufenring (Karte) |                                                               | Ehrenfriedhof für gefallene Soldaten der Roten Armee |                    | Baudenkmal                   |                                                               |
| Hohenstaufenring (Karte) | Toranlage zum Nordpark                                        | ehemals repräsentative Eingangspforte zum Nordpark, südwestlich gelegen, vier ziegelgemauerte Pfosten mit strebpfeilerartigen Stützen, Anfang des 20. Jahrhunderts |                    | Baudenkmal                   | Toranlage zum Nordpark                                        |
| Hohepfortestraße, vor der Universitäts-Sporthalle (Karte) | Bastion Hessen detachiert                                     | Kasematten der ehemaligen Bastion „Hessen detachiert“ der Festung Magdeburg | 094 18233          | Baudenkmal                   | Bastion Hessen detachiert                                     |
| Johannes-Kirsch-Straße 15 (Karte) | Wohn- und Geschäftshaus                                       | 1901 erbauter viergeschossiger Putzbau nach Entwurf von J.G. Kanter, neobarocke Fassade mit zentralem Schweifgiebel, Pilastergliederung mit ionischen Kapitellen |                    | Baudenkmal                   | Wohn- und Geschäftshaus                                       |
| Johannes-Kirsch-Straße 19 (Karte) | Wohnhaus                                                      | Eckbau von 1902, Seitenflügel dreigeschossig mit Erkern, Eckbau viergeschossig mit Schweifgiebel und reichem Stuckdekor in floralen Jugendstilformen |                    | Baudenkmal                   | Wohnhaus                                                      |
| Joseph-von-Fraunhofer-Straße, Niels-Bohr-Straße, Werner-Heisenberg-Straße, Wittenberger Straße; nördlich der Altstadt parallel zur Stromelbe in Höhe der Alten Neustadt (Karte) | Handelshafen                                                  | Hafen historische Hafenanlage | 094 70333          | Baudenkmal                   | Handelshafen                                                  |
| Werner-Heisenberg-Straße, (alt: Wittenberger Straße 17) nördlich der Altstadt parallel zur Stromelbe im Zentrum des Handelshafens (Karte)                                       | Hafenbecken                                                   | Hafen | 094 70333 001      | Teilobjekt eines Baudenkmals | Weitere Bilder                                                |
| Wittenberger Straße 17, Flur 276, nördlich der Altstadt parallel zur Stromelbe am Übergang des Hafenbeckens zum Hafeneinfahrtskanal (Karte)                                     | Hubbrücke Handelshafen                                        | Brücke Die Hubbrücke wurde 1894 erbaut. | 094 70333 002      | Teilobjekt eines Baudenkmals | Weitere Bilder                                                |
| Joseph-von-Fraunhofer-Straße 4, nördlich der Altstadt parallel zur Stromelbe südlichen Bereich des Handelshafens (Karte)                                                        | Zuckerspeicher B                                              | Speicher 1888 als sogenannter Zuckerspeicher B erbaut, flacher Kopfbau mit anschließendem zweigeschossigem Gebäude mit Schaugiebel und neunschiffiger Sheddachkonstruktion | 094 70333 004      | Teilobjekt eines Baudenkmals | Zuckerspeicher B                                              |
| Joseph-von-Fraunhofer-Straße 1, nördlich der Altstadt parallel zur Stromelbe am Wittenberger Platz (Karte)                                                                      | Verwaltungsgebäude                                            | Verwaltungsgebäude Wurde in der Vergangenheit unter der Nummer 094 76693 als Baudenkmal geführt. | 094 70333 005      | Teilobjekt eines Baudenkmals | Verwaltungsgebäude                                            |
| Niels-Bohr-Straße, nördlich der Altstadt im Handelshafen (Karte) | Hydraulik-Schwerlastkran                                      | Krananlage In der Vergangenheit als Baudenkmal auch unter der Erfassungsnummer 094 76694 geführt. | 094 70333 006      | Teilobjekt eines Baudenkmals | Hydraulik-Schwerlastkran                                      |
| Niels-Bohr-Straße, nördlich der Altstadt parallel zur Stromelbe an der nordwestlichen Kaimauer des Hafenbeckens (Karte)                                                         | Speicher GHI                                                  | Speicher Ab 1889 errichteter Speicher, der 1935/1936 um eine Siloanlage aus Stahlbeton erweitert wurde. Der Speicher wird als Bestandteil des Baudenkmals Handelshafen geführt. Zeitweise bestand eine Eintragung unter der Nummer 094 76695. | 094 70333 007      | Teilobjekt eines Baudenkmals | Weitere Bilder                                                |
| Wittenberger Straße 17, nördlich der Altstadt parallel zur Stromelbe im südlichen Bereich des Handelshafens (Karte)                                                             | Elektrizitätswerk                                             | Elektrizitätswerk Zwischen 1888 und 1912 errichtete Elektrische Zentralstation, erstes Elektrizitätswerk der Stadt, lang gestreckter Ziegelbau mit Kessel-, Maschinen- und Schalthaus. | 094 70333 008      | Teilobjekt eines Baudenkmals | Elektrizitätswerk                                             |
| Niels-Bohr-Straße, (alt: Wittenberger Str. 17) nördlich der Altstadt parallel zur Strombelbe im nördlichen Teil des Handelshafens (Karte)                                       | hydraulisches Kraftwerk                                       | Kraftwerk hydraulische Zentralstation von 1893, einzigartig erhaltener Funktionsbaut zur Erzeugung wasserhydraulischer Antriebsenergie zum Antrieb sämtlicher technischen Anlagen im Hafengebiet, Fassadengliederung aus farbig abgesetzten Lisenen und Gesimsbändern | 094 70333 009      | Teilobjekt eines Baudenkmals | hydraulisches Kraftwerk                                       |
| Niels-Bohr-Straße, nördlich der Altstadt im Handelshafen (Karte) | Eisenbahn-Überladekran                                        | Krananlage Letzter in Magdeburg erhaltener, portalartiger Überladekran aus der Zeit um das Jahr 1900, vom Bahnhof Neustadt zum Lehrpfad Binnenhafen umgesetzt. Vor der Umsetzung am alten Standort in der Gröperstraße unter der Nummer 094 06266 geführt. Dann mit der Nummer 094 76698. Heute als Teilobjekt des Handelshafens. | 094 70333 10       | Teilobjekt eines Baudenkmals | Eisenbahn-Überladekran                                        |
| Hafenstraße 9a, alter Handelshafen Magdeburg Neustadt, westlich des GHI-Speichers (Karte)                                                                                       | Lokschuppen Alte Neustadt                                     | Lokschuppen 1863 aus Bruchsteinen errichteter Rechtecklokschuppen, eines der ältesten Bauwerke dieser Art in Deutschland. Zeitweise auch mit den Nummern 094 18237 und 094 76699 doppelt erfasst. | 094 70333 11       | Teilobjekt eines Baudenkmals | Lokschuppen Alte Neustadt                                     |
| Wittenberger Straße, nördlich der Altstadt im Bereich Handelshafen (Karte) | Hafengebäude                                                  | Sandfang In der Vergangenheit auch unter der Erfassungsnummer 094 76733 geführt. | 094 70333 012      | Teilobjekt eines Baudenkmals | Weitere Bilder                                                |
| Sandtorstraße 1a, nördlich der Altstadt parallel zur Stromelbe im südlichen Teil des Handelshafens (Karte)                                                                      | Verwaltungsgebäude                                            | Verwaltungsgebäude 1912 nach Plänen der Architekten Berner und Klette als Mannschafts- und Lagergebäude für das Elektrizitätswerk gebaut, zweigeschossiger, quaderförmiger, roter Ziegelbau mit Rechteckfenstern und hohem Walmdach, Fassade mit flachen Lisenen sowie ziegelsichtigen und verputzten Wandspiegeln gestaltet | 094 70333 13       | Teilobjekt eines Baudenkmal  | Verwaltungsgebäude                                            |
| Werner-Heisenberg-Straße, nördlich der Altstadt parallel zur Stromelbe an der östlichen Kaimauer des Hafenbeckens (Karte)                                                       | Vollportal-Wippdrehkran                                       | Krananlage Die Krananlage ist ein Vollportal-Wippdrehkran mit zehn Tonnen Tragkraft. Er wurde 1956 erbaut. Zeitweise wurde der Kran unter der Nummer 094 06277 geführt. | 094 70333 14       | Teilobjekt eines Baudenkmals | Vollportal-Wippdrehkran                                       |
| Kaiser-Otto-Ring 3 (Karte) | Villa Bennewitz                                               | Villa im neobarocken Stil 1898 erbaut für Dr. phil. Hans Bennewitz nach einem Entwurf des Architekten Alf E. Hurum, asymmetrische Anlage mit zwei unterschiedlich hohen und breiten Seitenflügeln, im Innenbereich künstlerisch qualitative dekorative Elemente |                    | Baudenkmal                   | Villa Bennewitz                                               |
| Kaiser-Otto-Ring 4 (Karte) | Wohnhaus                                                      | repräsentativer Putzbau von 1912, ursprünglich Wohnhaus des Arztes Dr. Wegrad, Architekt wohl Albert Schütze, der auch die benachbarte Klinik entwarf, Fassadengliederung mit vortretenden Seitenrisaliten und kolossaler Pilastergliederung in strengen Jugendstilformen mit barockisierenden und neoklassizistischen Elementen |                    | Baudenkmal                   | Wohnhaus                                                      |
| Kaiser-Otto-Ring 6 (Karte) |                                                               | Krankenhaus |                    | Baudenkmal                   |                                                               |
| Kaiser-Otto-Ring 8 (Karte) | Wohnhaus                                                      | 1899 als dreigeschossiger Putzbau errichtet, großem Polygonalerker und aufwendige Eingangsloggia, üppiger figürlicher und ornamentaler Stuckdekor in eklektizistischen Formen |                    | Baudenkmal                   | Wohnhaus                                                      |
| Kaiser-Otto-Ring 10 (Karte) | Verwaltungsgebäude                                            | als Verwaltungsgebäude der Magdeburger Zucker-Berufsgenossenschaft 1913 nach einem Entwurf von F. Hoff errichtet, Fassadengliederung im neoklassizistischen Stil, Beispiel für die Architektur repräsentativer Verwaltungsgebäude in spätwilhelminischer Zeit |                    | Baudenkmal                   | Verwaltungsgebäude                                            |
| Kaiser-Otto-Ring 11 (Karte) | Villa                                                         | zweigeschossiger Putzbau mit hohem Walmdach und Zwerchhaus, Fassade mit Lisenen und Pilastern gegliedert, erbaut 1914 von den Architekten Meißner und Liborius als Beispiel für neoklassizistische und neobiedermeierliche Tendenzen in der Heimatstilarchitektur des frühen 20. Jahrhunderts |                    | Baudenkmal                   | Villa                                                         |
| Kühleweinstraße 4 (Karte) | Wohnhaus Kühleweinstraße 4                                    | dreigeschossiges Wohnhaus von 1902/1903 | 094 70459          | Baudenkmal                   | Wohnhaus Kühleweinstraße 4                                    |
| Letzlinger Straße 7–10 (Karte) | Wohnhaus                                                      | 1894/95 errichteter Komplex aus vier großen Wohnhäusern mit insgesamt 36 Wohneinheiten, erster genossenschaftlicher Wohnkomplex des Magdeburger Spar- und Bauvereins, viereinhalbgeschossige Ziegelbauten mit Flachdach hinter einheitlichem Fassadenbild, die beiden Untergeschosse in Ziegelrohbauweise, die Obergeschosse verputzt |                    | Baudenkmal                   | Wohnhaus                                                      |
| Lorenzweg 12 (Karte) | Garage                                                        | ursprünglich großräumige Mietgarage mit etwa 400 Einzelboxen für Autos auf zwei Ebenen, zu dieser Zeit eine der ersten und größten ihrer Art in Deutschland, erbaut 1927 nach Plänen des Architekten W. A. Schmidt für den Magdeburger Autohändler Hermann Seeboldt, Beispiel für die expressionistische Architektur in Magdeburg |                    | Baudenkmal                   | Garage                                                        |
| Lostauer Straße 3–6 (Karte) | Häusergruppe                                                  | stilistisch einheitliches Straßenbild in schlichten Jugendstilformen, Anfang 20. Jahrhundert erbaute Putzbauten, dreigeschossige Fassaden mit breiten Zwerchhäusern und flachen geschweiften Giebeln, Dekor aus Putzquadern, Pilastern und Ornamenten MKusterbeispiele für die Architektur des schlichten Magdeburger Mietshauses zu Beginn des 20. Jahrhunderts |                    | Baudenkmal                   | Häusergruppe                                                  |
| Lüneburger Straße 4 (Karte) | Verwaltungsgebäude der AOK                                    | nach Entwürfen der Architekten Maximilian Worm und Carl Krayl für die Allgemeinen Ortskrankenkasse 1926/27 erbaut, braun-blaue Klinker-Fassade mit expressionistischen Stilelementen |                    | Baudenkmal                   | Weitere Bilder                                                |
| Lüneburger Straße 23 (Karte) | Haus Mertens                                                  | Wohn- und Geschäftshaus im Stil der Neorenaissance von 1893 | 094 16815          | Baudenkmal                   | Haus Mertens                                                  |
| Lüneburger Straße (Karte) | Eisenbahnbrücke Lüneburger Straße                             | vier Obelisken aus der Zeit um 1900 als Reste einer historischen Eisenbahnbrücke | 094 82760          | Baudenkmal                   | Eisenbahnbrücke Lüneburger Straße                             |
| Mozartstraße 5 (Karte) | Villa                                                         | viergeschossiger asymmetrischer Putzbau des Architekten Paul Gorgass von 1903, steile Dachfläche und Schweifgiebel, markanter Eckturm mit Polygonalerker |                    | Baudenkmal                   | Villa                                                         |
| Niels-Bohr-Straße (Karte) | Hafen                                                         | Hafen | 094 76983          | Denkmalbereich               | Hafen                                                         |
| Niels-Bohr-Straße 1 (Karte) | ehemalige Hafenmeisterei                                      | zweigeschossiger Backsteinbau, zentraler vorspringender Portalgiebel, hafentypische farbige Backsteingliederung mit durchlaufenden Trauf- und Gesimsbändern |                    | Baudenkmal                   | ehemalige Hafenmeisterei                                      |
| Ottenbergstraße 20 (Karte) | Wohnhaus Ottenbergstraße 20                                   | dreigeschossiges Wohnhaus von 1881 | 094 18035          | Baudenkmal                   | Wohnhaus Ottenbergstraße 20                                   |
| Peter-Paul-Straße 34 (Karte) | Schule                                                        | 1907/08 nach Plänen des Stadtbauinspektors Wilhelm Berner als Neustädter Bürgerknabenschule errichtet, dreizehnachsige Fassade und breiter siebenachsiger Risalit, davor ein flacher Eingangsrisalit mit geschweiftem Giebel, repräsentatives Beispiel eines neobarocken Schulbaus des frühen 20. Jahrhunderts mit Jugendstilelementen |                    | Baudenkmal                   | Schule                                                        |
| Richard-Wagner-Straße 3 (Karte) | Wohnhaus                                                      | dreigeschossiger Putzbau vom Anfang des 20. Jahrhunderts, straßenbildprägende Schweifgiebel und Jugendstil-Stuckdekor |                    | Baudenkmal                   | Wohnhaus                                                      |
| Richard-Wagner-Straße 3a (Karte) | Wohnhaus                                                      | wie Nr. 3 |                    | Baudenkmal                   | Wohnhaus                                                      |
| Richard-Wagner-Straße 4a (Karte) | Einfriedung                                                   | schmiedeeiserne Einfriedung eines Villengrundstückes in eleganter Jugendstilform aus dem Anfang des 20. Jahrhunderts |                    | Baudenkmal                   | Einfriedung                                                   |
| Richard-Wagner-Straße 8 (Karte) | Villa                                                         | repräsentativer zweieinhalbgeschossiger Putzbau, erbaut 1897 von Baumeister Bahrs für Selmar Kaufmann, Inhaber einer Modewarenhandlung und Hoflieferant, Formen der Spätgotik und deutschen Renaissance |                    | Baudenkmal                   | Villa                                                         |
| Rogätzer Straße 22–30 (Karte) | Gaswerk Neustadt                                              | Gaswerk ehemaliges Gaswerk mit Bausubstanz ab den 1880er Jahren, bemerkenswert das 1925 von Göderitz im Stil des Neuen Bauens errichtete Apparatehaus | 094 81880          | Baudenkmal                   | Weitere Bilder                                                |
| Rogätzer Straße 31, 32 (Karte) | Fabrik Rogätzer Straße 31, 32                                 | Fabrik gründerzeitlicher Industriebau von 1897 bis 1899 für eine Tonwarenfabrik, etwas später für eine Konsumfleischerei und -bäckerei genutzt | 094 70950          | Baudenkmal                   | Weitere Bilder                                                |
| Rogätzer Straße 85 (Karte) | Wohn- und Geschäftshaus                                       | Wohn- und Geschäftshaus 1891 von Maurermeister und Eigentümer A. Rüther erbaut, mit Nr. 85a und 86 gründerzeitliche Häuserzeile, neobarocke Fassade mit zwei Seitenerkern, Satteldach mit Zwerchgiebeln über den Erkern | 094 81868          | Baudenkmal                   | Wohn- und Geschäftshaus                                       |
| Rogätzer Straße 85a (Karte) | Wohnhaus                                                      | Wohnhaus erbaut ca. 1880/1890 als fünfgeschossiger, repräsentativer Ziegelbau mit polygonalen Seitenerkern, diese mit neobarockem Stuckdekor (mit Nr. 85 und 86 gründerzeitliche Häuserzeile) | 094 81869          | Baudenkmal                   | Wohnhaus                                                      |
| Rogätzer Straße 86 (Karte) | Wohnhaus                                                      | Wohnhaus viereinhalbgeschossiger Ziegelbau, zwischen 1880 und 1890 mit Mezzaningeschoss errichtet, Fassade mit flachem Seitenrisalit und eklektizistischer Putzgliederung mit spätklassizistischen, neobarocken sowie Neorenaissanceelementen, Teil einer gründerzeitlichen Häuserzeile mit Nr. 85 und 85a | 094 81867          | Baudenkmal                   | Wohnhaus                                                      |
| Rothenseer Straße 1 (Karte) | Wohn- und Geschäftshaus                                       | dreigeschossiges Wohn- und Geschäftshaus im Stil der Neorenaissance, erbaut im Jahr 1885 | 094 81873          | Baudenkmal                   | Wohn- und Geschäftshaus                                       |
| Rothenseer Straße 2 (Karte) | Wohn- und Geschäftshaus                                       | viereinhalbgeschossiges Wohn- und Geschäftshaus im Stil der Neorenaissance | 094 81874          | Baudenkmal                   | Wohn- und Geschäftshaus                                       |
| Rothenseer Straße 2a (Karte) | Wohnhaus                                                      | dreigeschossiges Wohnhaus aus der Zeit um 1880/189 im Stil der Neorenaissance | 094 81875          | Baudenkmal                   | Wohnhaus                                                      |
| Rothenseer Straße 3 (Karte) | Wohnhaus                                                      | Wohnhaus aus der Zeit um 1880/1890 im Stil der Neorenaissance | 094 81876          | Baudenkmal                   | Wohnhaus                                                      |
| Salzwedeler Straße 16, 18 (Karte) | Gemeindehaus der Martinsgemeinde                              | Gemeindehaus 1911/12 für die damals benachbarte Martinskirche in schlichten Formen des späten Jugendstils errichteter dreigeschossiges Gebäude. | 094 81872          | Baudenkmal                   | Weitere Bilder                                                |
| Sarajevo-Ufer (Karte) | Hafen                                                         | Hafen | 094 77008          | Denkmalbereich               | BW                                                            |
| Sieverstorstraße 2 (Karte) | Wohnhaus                                                      | viergeschossiger Putzbau, erbaut um 1900, Fassade mit zentralem Kastenerker und spitzgiebeligem Seitenrisalit, üppige Gliederung mit gotisierenden Vorhangbogen- und Pfostenfenstern sowie Maßwerkbrüstungen, teilweise mit Jugendstilornamentik |                    | Baudenkmal                   | Wohnhaus                                                      |
| Sieverstorstraße 3 (Karte) | Wohnhaus                                                      | erbaut zwischen 1880 und 1890 als neubarocker vier- bis fünfgeschossiger Putzbau, die Nordecke viertelkreisförmig gerundet, mit Attikageschoss versehen, zwei polygonale Kastenerker mit geschweiften Giebeln, Fassade mit reichem ornamentalem und figürlichem Schmuck |                    | Baudenkmal                   | Wohnhaus                                                      |
| Sieverstorstraße 5 (Karte) | Wohnhaus                                                      | Längliches eineinhalbstöckiges Fachwerkgebäude mit Landhauscharakter, etwa 1870 für den Brauereibesitzer Franz Bodenstein gebaut, das Fachwerk mit Andreaskreuzen, zwischen den Balkenköpfen Zahnschnittfriese, typischer Fachwerkbau aus der Zeit der Rayonbeschränkungen |                    | Baudenkmal                   | Wohnhaus                                                      |
| Sieverstorstraße 6–20 (Karte) | Börde-Brauerei                                                | Siloturm der ehemaligen Bördebrauerei, verbliebener Teil des 1936 nach Plänen des Frankfurter Architekten Karl Weirich entstandenen Sudhauses, Skelettbau in Eisenbeton mit Ziegelausmauerung | 094 81858          | Baudenkmal                   | Weitere Bilder                                                |
| Sieverstorstraße 40 (Karte) | Wohn- und Geschäftshaus Sieverstorstraße 40                   | viereinhalbgeschossiges Wohn- und Geschäftshaus im Stil der Neorenaissance von 1887 | 094 81854          | Baudenkmal                   | Wohn- und Geschäftshaus Sieverstorstraße 40                   |
| Sieverstorstraße 41 (Karte) | Wohn- und Geschäftshaus Sieverstorstraße 41                   | viereinhalbgeschossiges Wohn- und Geschäftshaus im Stil der Neorenaissance aus dem Jahr 1887 | 094 81855          | Baudenkmal                   | Wohn- und Geschäftshaus Sieverstorstraße 41                   |
| Sieverstorstraße 43 (Karte) | Wohn- und Geschäftshaus Sieverstorstraße 43                   | viereinhalbgeschossiges Wohn- und Geschäftshaus im Stil des Spätklassizismus | 094 81857          | Baudenkmal                   | Wohn- und Geschäftshaus Sieverstorstraße 43                   |
| Sieverstorstraße 51 (Karte) | Villa                                                         | in Anlehnung an italienische Villenbauten im Neorenaissancestil erbaut 1879, Bauherr Emil Grünwald, Aufsichtsratsvorsitzender der naheliegenden Brauerei Bodenstein, auffallende Werkstein-Fassadengliederung mit reicher Blendbogenarchitektur, Seitenrisalit mit Dreiviertelsäulen |                    | Baudenkmal                   | Villa                                                         |
| Sieverstorstraße 55, 55a–b (Karte) | Wohnhaus                                                      | viergeschossiges Bauensemble, 1898 von Maurermeister August Meurice für Tischlermeister Albert Fehle gebaut, zweifach abgewinkelter V-förmiger Grundriss, reiche Fassadengliederung mit neobarockem Stuckdekor, Eck- und Mittelerker, letzterer mit einem segmentbogenförmigen Giebelfeld und einem Relief aus zwei geflügelten weiblichen Wesen |                    | Baudenkmal                   | Wohnhaus                                                      |
| Sieverstorstraße 56 (Karte) | Wohnhaus Sieverstorstraße 56                                  | viereinhalbgeschossiges Wohnhaus im Stil der Neorenaissance von 1893 | 094 81863          | Baudenkmal                   | Wohnhaus Sieverstorstraße 56                                  |
| Sieverstorstraße 57 (Karte) | Wohn- und Geschäftshaus Sieverstorstraße 57                   | viergeschossiges Wohn- und Geschäftshaus im Stil des Neobarocks | 094 81862          | Baudenkmal                   | Wohn- und Geschäftshaus Sieverstorstraße 57                   |
| Stendaler Straße 9 (Karte) | Wohn- und Geschäftshaus Stendaler Straße 9                    | Wohn- und Geschäftshaus In der Zeit um 1880/1890 im Stil der Neorenaissance errichteter viereinhalbgeschossiger Ziegelbau. | 094 81859          | Baudenkmal                   | Wohn- und Geschäftshaus Stendaler Straße 9                    |
| Stendaler Straße 10 (Karte) | Werner-von-Siemens-Gymnasium                                  | Schule | 094 81871          | Baudenkmal                   | Weitere Bilder                                                |
| Walther-Rathenau-Straße 33b (Karte) | Villa                                                         | erbaut Anfang des 20. Jahrhunderts, asymmetrisch gegeneinander versetzte Schweif- und Spitzgiebel, Polygonalerker an der Hauptfassade, Fenster mit Jugendstilelementen |                    | Baudenkmal                   | Villa                                                         |
| Walter-Rathenau-Straße 44 (Karte) | Wohnhaus                                                      | villenartiger dreigeschossiger Putzbau mit Eckturm und Schweifgiebel, Anfang des 20. Jahrhunderts erbaut, der ursprüngliche Jugendstil-Stuckdekor ist weitgehend verlorengegangen |                    | Baudenkmal                   | Wohnhaus                                                      |
| Walther-Rathenau-Straße, zwischen Hausnummern 33 und 38 (Karte) | Bastion Braunschweig                                          | Bastion der Festung Magdeburg | 094 17407          | Baudenkmal                   | Weitere Bilder                                                |
| Walther-Rathenau-Straße (Karte) | Geschwister-Scholl-Park                                       | Park |                    | Baudenkmal                   | Geschwister-Scholl-Park                                       |
| Werner-Heisenberg-Straße (Karte) | Hafen                                                         | Hafen | 094 76976          | Baudenkmal                   | BW                                                            |
| Werner-Heisenberg-Straße (Karte) | Kettenschleppdampfer Gustav Zeuner                            | Kettenschleppdampfer | 107 15035          | bewegliches Kulturdenkmal    | Kettenschleppdampfer Gustav Zeuner                            |
| Wittenberger Straße 26, 26a, 26b (Karte) | Wohnhaus                                                      | als „Rütschi-Block“ benanntes Eckgrundstück, erbaut 1908 nach Plänen des Architekten Salomon Rudolf Rütschi, die Straßenecke sehr wirkungsvoll durch voluminösen Rundturm mit kegelförmigem Helm betont, bedeutsames und seltenes Zeugnis für die Architekturproduktion der Magdeburger Kunstgewerbe- und Handwerkerschule |                    | Baudenkmal                   | Wohnhaus                                                      |
| Wittenberger Straße (Karte) | flankierende Festungsanlage an der Herrenkrug-Eisenbahnbrücke | Festungsbauwerk der Festung Magdeburg |                    | Baudenkmal                   | flankierende Festungsanlage an der Herrenkrug-Eisenbahnbrücke |
| Wittenberger Straße (Karte) | Sandfang                                                      | eineinhalbgeschossiger Ziegelbau mit flachem Walmdach, von 1892 bis 1994 als Abwassersandfang erbaut, kräftige Lisenengliederung mit Zahnschnittfries, Fenster mit segmentbogiger Öffnung |                    | Baudenkmal                   | Sandfang                                                      |
| Zum Mühlenwerk 1, ehemals Schartaustraße 1-3 (Karte) | Mühle                                                         | Die Mühle wurde im Jahr 1911 durch das Magdeburger Baugeschäft C. Ganzlin erbaut, Es sind vier- bis siebengeschossige, verputzte Eisenbeton- und Mauerwerksbauten und somit beispielhaft für die Industriearchitektur vor dem Ersten Weltkrieg. | 094 18236          | Baudenkmal                   | Mühle                                                         |

## Ehemalige Denkmale
Die nachfolgenden Objekte waren ursprünglich ebenfalls denkmalgeschützt oder wurden in der Literatur als Kulturdenkmale geführt. Die Denkmale bestehen heute jedoch nicht mehr, ihre Unterschutzstellung wurde aufgehoben oder sie werden nicht mehr als Denkmale betrachtet.
| Lage                                                      | Bezeichnung                               | Beschreibung | Erfassungs- nummer | Ausweisungsart | Bild                                 |
| --------------------------------------------------------- | ----------------------------------------- | --- | ------------------ | -------------- | ------------------------------------ |
| Kaiser-Otto-Ring (Karte)                                  | Deutsch-Reformierte-Kirche                | erbaut von 1896 bis 1898, beim Luftangriff vom 16. Januar 1945 schwer beschädigt, später abgerissen |                    |                | Deutsch-Reformierte-Kirche           |
| Lüneburger Straße 22 (Karte)                              | Haus Mertens                              | Wohn- und Geschäftshaus viergeschossiges repräsentatives Gebäude, 1893/94 errichtet, Abriss Oktober/November 2013 | 094 16814          | Baudenkmal     | Haus Mertens                         |
| Rogätzer Straße 61 (Karte)                                | Schokoladenwerke Becker                   | Fabrik Schokoladenfabrik aus den 1920er Jahren, 2014 noch als Denkmal geführt, ist sie zumindest seit 2020 nicht mehr im Denkmalverzeichnis verzeichnet.                                                                                                   | 094 70954          | Baudenkmal     | BW                                   |
| Rothenseer Straße 4 (Karte)                               | Wohnhaus Rothenseer Straße 4              | Wohnhaus Gebäude mit spätklassizistischer Fassadengliederung aus dem dritten Viertel des 19. Jahrhunderts, im Rahmen einer Überprüfung wurde die Denkmaleigenschaft negativ beurteilt und das Gebäude im Jahr 2015 aus dem Denkmalverzeichnis ausgetragen. | 094 81877          | Baudenkmal     | Wohnhaus Rothenseer Straße 4         |
| Sieverstorstraße 2, 3, 4, 6, 7, 8, 51, 55, 56, 57 (Karte) | Sieverstorstraße 2-4, 6-8, 51, 55-57      | Platz wird zumindest seit 2009 nicht mehr als Denkmal geführt | 094 81850          |                | Sieverstorstraße 2-4, 6-8, 51, 55-57 |
| Sieverstorstraße 42 (Karte)                               | Wohnhaus Sieverstorstraße 42              | Wohnhaus viergeschossiges Gebäude im Stil der Neorenaissance, abgerissen, wird zumindest seit 2015 nicht mehr als Denkmal geführt | 094 81856          | Baudenkmal     | BW                                   |
| Weinbergstraße 33 (Karte)                                 | Wohn- und Geschäftshaus Weinbergstraße 33 | Wohn- und Geschäftshaus zweigeschossiges schlichtes Gebäude aus dem zweiten Drittel des 19. Jahrhunderts, genehmigter Abbruchantrag aus dem Jahr 2008 | 094 76898          | Baudenkmal     | BW                                   |
| Weinbergstraße 34 (Karte)                                 | Wohnhaus Weinbergstraße 34                | Wohnhaus viergeschossiges Wohngebäude m Stil der Neorenaissance vom Ende des 19. Jahrhunderts, genehmigter Abbruchantrag aus dem Jahr 2008 | 094 76899          | Baudenkmal     | BW                                   |
| Wittenberger Straße 17                                    | Schleppbarkasse Ursula                    | 1928 gebaute Barkasse, wird zumindest seit 2009 nicht mehr als Denkmal geführt |                    |                |                                      |
| (Karte)                                                   | Martinskirche                             | evangelische Kirche, erbaut 1898 bis 1902, beim Luftangriff vom 16. Januar 1945 schwer beschädigt, später abgerissen |                    |                | Weitere Bilder                       |

## Legende
In den Spalten befinden sich folgende Informationen:
- Lage: Nennt den Straßennamen und wenn vorhanden die Hausnummer des Kulturdenkmals. Die Grundsortierung der Liste erfolgt nach dieser Adresse. Der Link „Karte“ führt zu verschiedenen Kartendarstellungen und nennt die geographischen Koordinaten.
Link zu einem Kartenansichtstool, um Koordinaten zu setzen. In der Kartenansicht sind Baudenkmale ohne Koordinaten mit einem roten bzw. orangen Marker dargestellt und können in der Karte gesetzt werden. Baudenkmale ohne Bild sind mit einem blauen bzw. roten Marker gekennzeichnet, Baudenkmale mit Bild mit einem grünen bzw. orangen Marker.
- Offizielle Bezeichnung: Nennt den Namen, die Bezeichnung oder zumindest die Art des Kulturdenkmals und verlinkt, soweit vorhanden, auf den Artikel zum Objekt.
- Beschreibung: Nennt bauliche und geschichtliche Einzelheiten des Kulturdenkmals, vorzugsweise die Denkmaleigenschaften.
- Erfassungsnummer: Für jedes Kulturdenkmal wird in Sachsen-Anhalt eine 20stellige Erfassungsnummer vergeben. Die letzten zwölf Ziffern werden für die Untergliederung nach Teilobjekten genutzt und werden nur angegeben, soweit vergeben. In dieser Spalte kann sich folgendes Icon  befinden, dies führt zu Angaben zu diesem Baudenkmal bei Wikidata.
- Ausweisungsart: Die Einordnung des Denkmales nach § 2 Abs. 2 DenkmSchG LSA
- Bild: Ein Bild des Denkmales, und gegebenenfalls einen Link zu weiteren Fotos des Kulturdenkmals im Medienarchiv Wikimedia Commons. Wenn man auf das Kamerasymbol klickt, können Fotos zu Kulturdenkmalen aus dieser Liste hochgeladen werden: